# Rafael Mayoral
Rafael Mayoral Perales, detto Rafa (Madrid, 26 marzo 1974), è un politico, avvocato e attivista spagnolo.
Membro di Podemos, è stato deputato dalla XI, XII, XIII e XIV legislatura del Congresso dei Deputati in rappresentanza di Madrid.

## Biografia
Dopo aver conseguito la laurea in giurisprudenza, è coinvolto in consulenza legale a gruppi in situazioni di vulnerabilità economica e sociale. Con la comparsa del Movimento 15-M, divenne consigliere della Plataforma de Afectados por la Hipoteca (PAH) a Madrid. Per le attività svolte in questa associazione (cessazione degli sfratti, denunce alle banche, redazione del ricorso per incostituzionalità contro la "Legge anti-sfratto", ecc.), ha ricevuto nel 2013, insieme all'attivista Ada Colau, il premio Defensores de Derechos dal Periodismo Humano.
Inizialmente membro del Partito Comunista di Spagna (PCE) e della Comunità della Sinistra Unitaria di Madrid, è stato membro del Consiglio politico federale nel 2008. Come membro del Partito Comunista di Madrid, era membro della sua Commissione permanente e candidato alla Segreteria generale della sezione di Madrid dell'UJCE nel 1998. Membro del Fronte civico "Somos Mayoría", nel novembre 2014 è stato eletto membro del Consiglio dei cittadini di Podemos ed è entrato a far parte del Consiglio di coordinamento insieme a Pablo Iglesias. Collaboratore regolare del programma La Tuerka, fin dalla sua elezione appare in numerosi incontri politici a difesa del programma del suo partito.
Nel 2015 è stato eletto alle primarie aperte come candidato di Podemos di Madrid per il Congresso dei Deputati, eletto deputato alle elezioni generali del 20 dicembre dello stesso anno come deputato alle Corti Generali e rieletto alle seguenti elezioni il 26 giugno 2016.